# Lambertus Vossius
Lambertus Vossius (Brugge, 1602 – aldaar, 1648) was een Zuid-Nederlands advocaat en dichter.

## Levensloop
Lambert De Vos woonde in Brugge en was er waarschijnlijk geboren. Hij was advocaat, maar heeft in die hoedanigheid weinig sporen nagelaten.
Hij was daarnaast ook dichter en rederijker. Een omvangrijk werk, gedateerd 1697, heeft talrijke van zijn gedichten verzameld en gepubliceerd. Zijn leermeester in de dichtkunst was de Brugse humanist Vredius of Olivier de Wree.

## Publicaties
- Mercstucken op het bestelen van O.L. Vrauwe kercke, geseyt ter Poorterye binnen Brugghe, gheschiedt den XI April 1632,  Brugge 1679.
- Sinne-merck op het ongheluck van de Vlieghe die in de keirsse vlooch, bemerckt ende in dichte ghestelt door Lambert Vossius, den tweeden druck, seer verbetert, Brugge 1633
- Hemelspraecken van den Brughschen H. Bloedtdagh van de jaeren 1641, 1642 en 1644, Brugge 1697, wwe Clouwet; tweede druk 1699, Brugge, Ignatius van Pee.
- Alle de wercken van lambert vossius, bestaende in zeer aerdige ende curieuse Dichten, te weten: alle de vermaerde oorloghstucken ende daeden van den Graeve van Buquoy, Fyghesnoeper, Bacchus cort-ryck, Venus-ban, Bacchusbeeldt, Zoylus winckel, Hemel-spraecken voor den Brughschen H. Bloed-dagh van het jaer 1641, enz., Brugge, 1679.